# Spearhead-Klasse

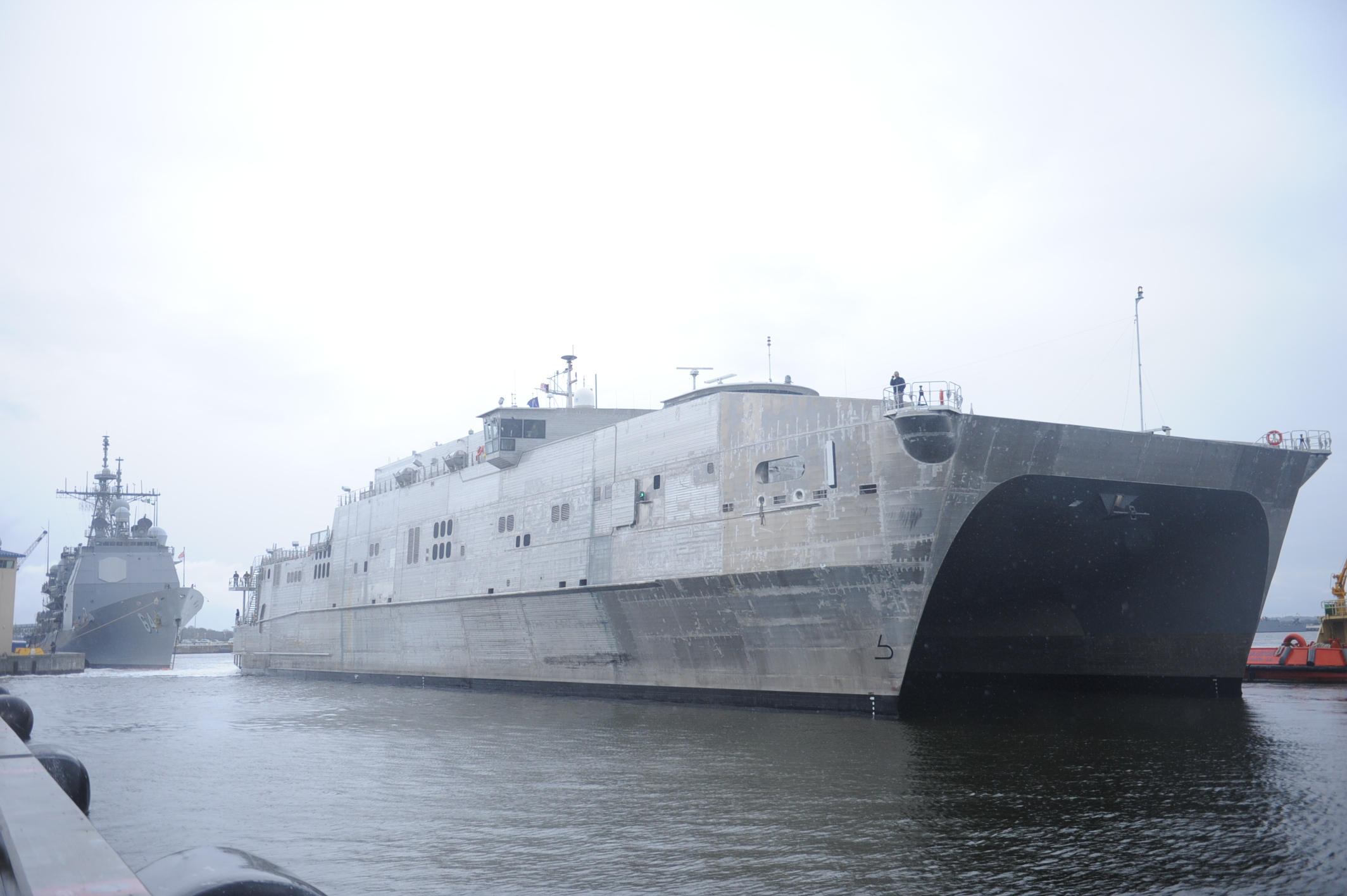
USNS Spearhead (JHSV-1) in Mayport (2013)

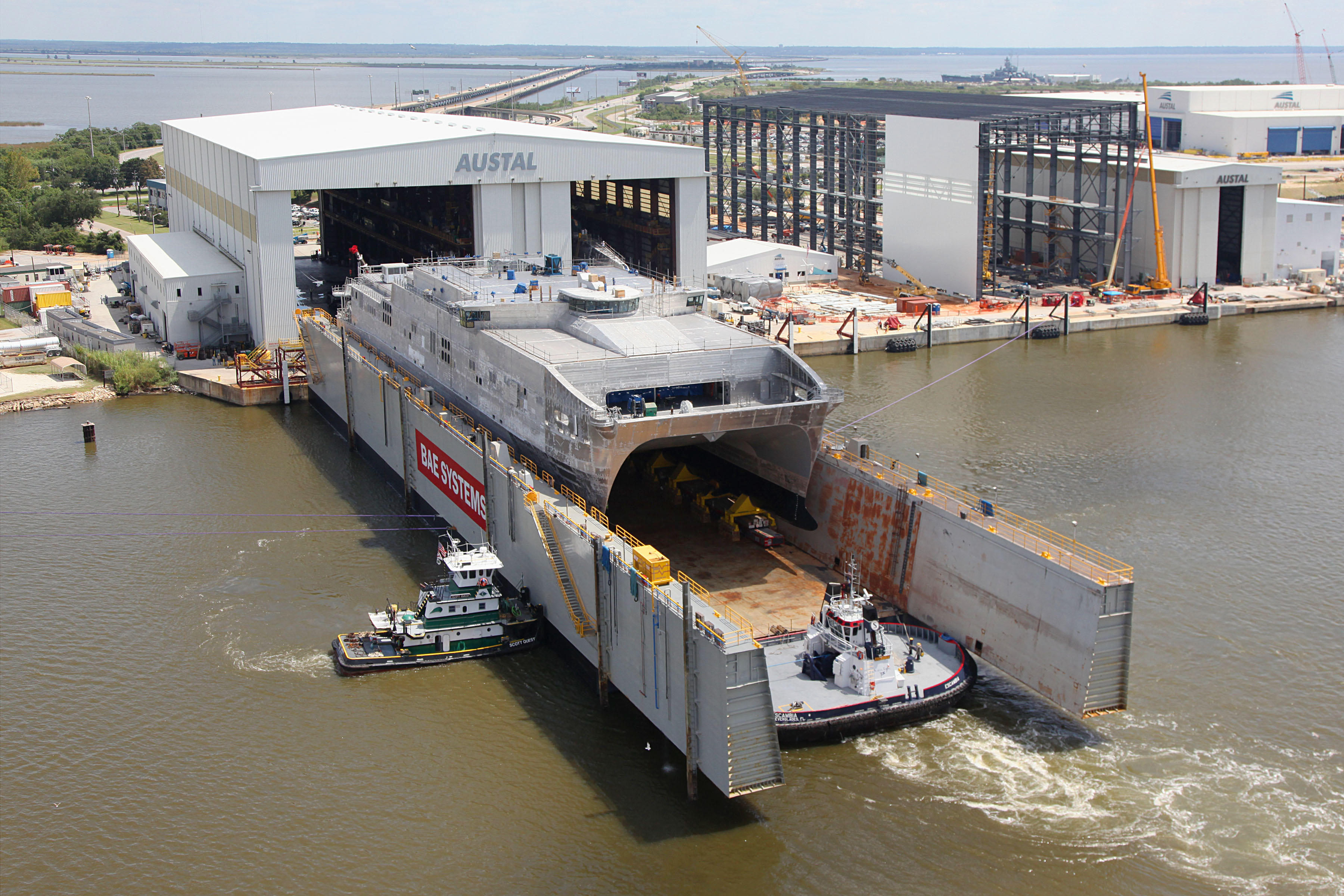
USNS Spearhead (JHSV-1) kurz vor dem Stapellauf im Schwimmdock

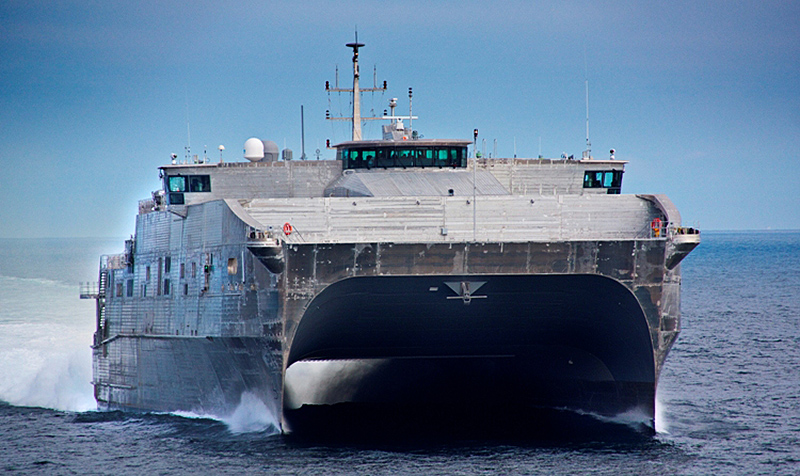
USNS Spearhead (JHSV-1) bei einer Testfahrt

Schiffe der Spearhead-Klasse gehören zu einem  von Austal für die US-Marine neu entwickelten und als Joint High Speed Vessel (JHSV) bezeichneten Schiffstyp. Im September 2015 entschied die US-Marine, Schiffe des Typs JHSV nunmehr als Expeditionary Fast Transport (EPF) zu bezeichnen.

## Geschichte
Die US Navy kam im Rahmen des internationalen Einsatzes auf Osttimor von 1999 an in Kontakt mit Hochgeschwindigkeitskatamaranen in der Rolle des Transport- und Versorgungsschiffs für die australische Marine. Von 2001 an wurden mehrere der im Wesentlichen auf zivilen Fähren beruhenden Modelle zu Erprobungszwecken geleast. 2003 wurde mit der HSV-2 Swift erstmals ein eigens für die militärischen Zwecke der US Navy gebautes Schiff dieses Typs geleast. Auf den dabei gewonnenen Erkenntnissen beruht die Konzeption der Spearhead-Klasse.
Für diese neue Generation vielseitig einsetzbarer Versorgungsschiffe schrieb das US-Verteidigungsministerium einen Entwicklungs- und Bauauftrag aus, den Austal gewann. In dem 1,6 Milliarden US-Dollar umfassenden Projekt entwickelt und baut Austal das Klasseschiff, mit der Option auf neun weitere Einheiten bis zum Jahr 2023.
Die JHSV-Schiffe sollen für die kombinierte Nutzung zur Truppenbewegung, Ausrüstungstransport, humanitäre Hilfsmaßnahmen, und für Einsätze in Gewässern mit geringer Tiefe geeignet sein. Damit kann der Schiffstyp sowohl von der US-Army als auch der US-Marine genutzt werden. Die JHSV-Schiffe sind damit eine strategische Ergänzung zu den LCS-Schiffen (Littoral Combat Ships).
Das 103 Meter lange JHSV basiert auf den zivilen Schnellfähren-Katamaranen von Austal.

## Ausstattung
Durch die konstruktive Nähe zu den zivilen Schnellfähren bietet das LHSV diverse vorteilhafte Merkmale. So steht auf dem Oberdeck ein Flugdeck und eine Parkbucht für Marinehelikopter zur Verfügung. Darunter befindet sich ein offener, ebener Laderaum mit einer Gesamtkapazität von 1863 Kubikmetern. Die Laderaumbreite ist mit 26,2 Metern nur um 2,3 Meter geringer als die Schiffsbreite. Am Heck befindet sich eine Fahrzeugrampe, die auf M1A2 Abrams-Panzer ausgelegt ist.

## Technische Daten
Daten von austral.com:
- Schiffsrumpf: Katamaran in Aluminiumbauweise, mit Wulstbug und Rundboden-Rümpfen
- Länge: 103,0 m
- Breite: 28,5 m
- Tiefgang: 3,83 m
- Motorisierung: 4 × MTU 20V8000 M71L Dieselmotoren mit je 9100 kW, Übertragung 4 × ZF 60000NR2H Untersetzungsgetriebe, sowie 4 × Wärtsilä WLD 1400 SR Wasserstrahlantrieb
- Fahrleistungen: Reise 35 Knoten, max. 43 Knoten (leer)
- Reichweite: Einsatz 1200 NM, Überführung 5600 NM
- Mannschaft: 41 Personen technische Crew, 48 Personen Versorgung und Service
- Kapazität: 312 Sitzplätze und max. 150 Liegen

## Einheiten

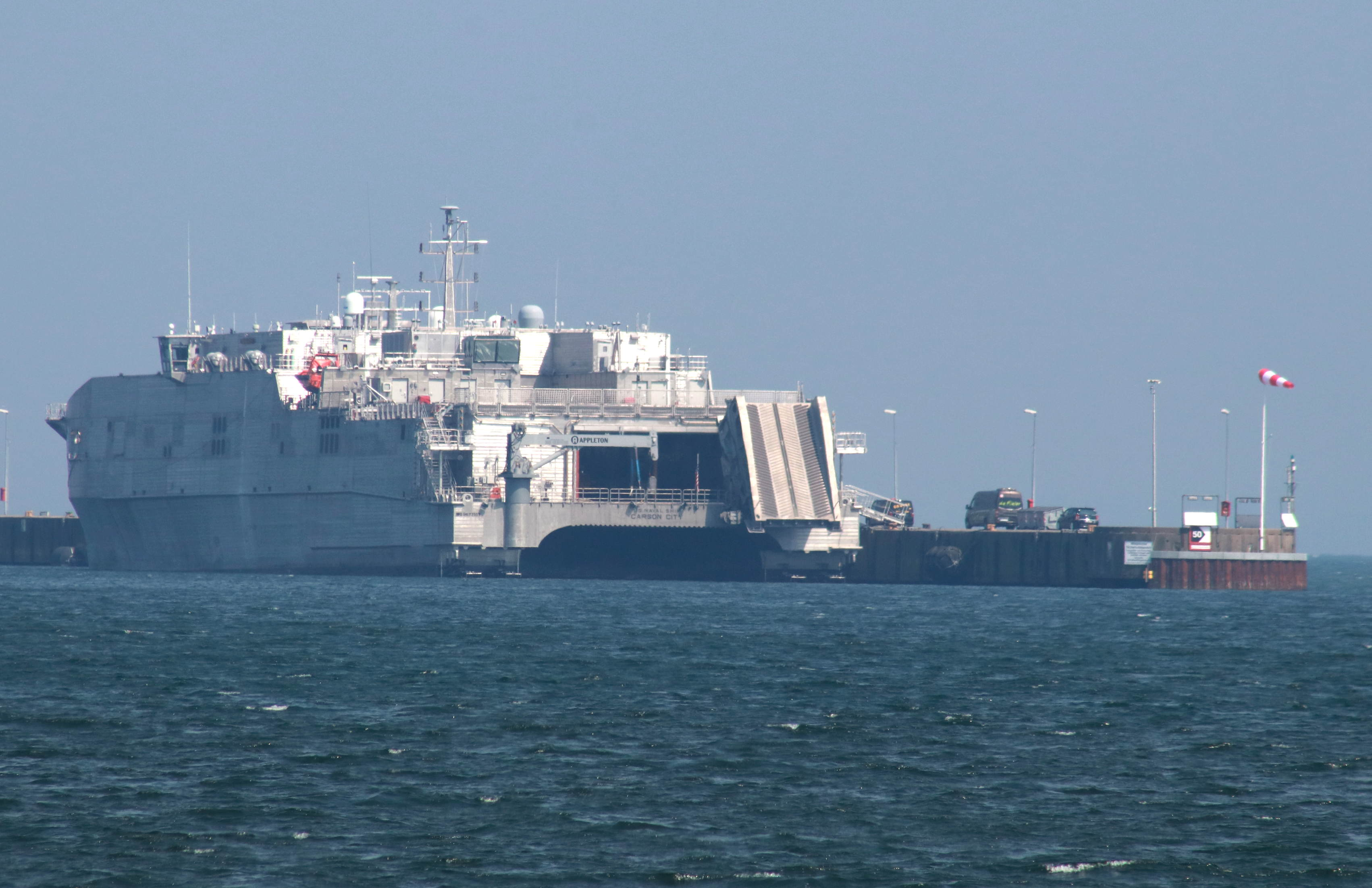
USNS Carson City in Eckernförde

- USNS Spearhead (T-EPF-1) (im aktivem Dienst)
- USNS Choctaw County (T-EPF-2) (ex USNS Vigilant)[4] (im aktivem Dienst)
- USNS Millinocket (T-EPF-3)  (ex USNS Fortitude)[5][6] (im aktivem Dienst)
- USNS Fall River (T-EPF-4)[7] (im aktivem Dienst)
- USNS Trenton (T-EPF-5)[8] (im aktivem Dienst)
- USNS Brunswick (T-EPF-6)[8]  (im aktivem Dienst)
- USNS Carson City (T-EPF-7)[8][9]  (im aktivem Dienst)
- USNS Yuma (T-EPF-8)[10] (im aktivem Dienst)
- USNS City of Bismarck (T-EPF-9)[11] (im aktivem Dienst)
- USNS Burlington (T-EPF-10)[10] (im aktiven Dienst)[12]
- USNS Puerto Rico (T-EPF-11)[13] (im aktiven Dienst)
- USNS Newport (T-EPF-12)[14] (im aktiven Dienst)[15]